# Энергетика Саратовской области
Энергетика Саратовской области — сектор экономики региона, обеспечивающий производство, транспортировку и сбыт электрической и тепловой энергии. По состоянию на начало 2020 года, на территории Саратовской области эксплуатировались 11 электростанций, общей мощностью 6598 МВт, в том числе одна АЭС, одна ГЭС, три солнечные и шесть тепловых электростанций. В 2019 году они произвели 39 342 млн кВт·ч электроэнергии.

## История
Начало использования электричества в Саратовской области относится к 1889 году, когда в гостинице «Россия» в Саратове было введено электрическое освещение. В 1890 году на мельнице Шмидта была введена в эксплуатацию электростанция мощностью 15 кВт. В последующее десятилетие в Саратове было построено ещё несколько мелких электростанций, снабжавших электроэнергией отдельные предприятия, организации и магазины. Первая электростанция общего пользования мощностью 3200 л. с. была пущена в Саратове в 1908 году. Станция, использующая дизель-генераторы, вырабатывала постоянный ток и позволила пустить в городе электрический трамвай.
Уже к 1914 году мощность этой электростанции стала недостаточной, планировалось её расширение, но эти планы прервало начало Первой мировой войны. В 1920-х годах вместо расширения старой станции в план ГОЭЛРО было включено возведение новой электростанции — Саратовской ГРЭС. Строительство станции было начато в 1926 году, а 1 мая 1930 года был пущен первый турбоагрегат мощностью 5,5 МВт. В 1930 году на станции заработал ещё один турбоагрегат, в 1932 году была введена в эксплуатацию вторая очередь в составе одного турбоагрегата, в 1941 году — третья очередь, ещё один турбоагрегат. В 1942 году Саратовская ГРЭС стала первой крупной электростанцией СССР, использующей в качестве топлива природный газ. В 1934 году была пущена первая теплоэлектроцентраль региона — Саратовская ТЭЦ-1. Первоначально эта станция использовала в качестве топлива горючие сланцы и отходы деревообработки, а с 1943 года также стала сжигать природный газ. В итоге к началу Великой Отечественной войны Саратов обладал довольно мощной по тем временам энергетикой общей мощностью 100 МВт. В 1943 году создаётся районное энергетическое управление «Саратовэнерго».
В 1951 году начались подготовительные работы по строительству в Саратове третьей электростанции — Саратовской ТЭЦ-2, предназначавшейся для энергоснабжения южной части города, где активно развивались машиностроительные и химические предприятия. Первый турбоагрегат новой станции был пущен в 1955 году, второй и третий — в 1957 году, третий и четвёртый — в 1958 году, на чём строительство первой очереди Саратовской ТЭЦ-2 мощностью 100 МВт было завершено. В дальнейшем станция неоднократно расширялась, в 1961—1965 годах была построена вторая очередь, в 1969 году — третья очередь, после чего Саратовская ТЭЦ-2 достигла мощности 315 МВт.
В 1955 году в Энгельсе было начато строительство хлопчатобумажного комбината с собственной электростанцией — Энгельсской ТЭЦ-3. Первый турбоагрегат мощностью 12 МВт новой станции был пущен в 1958 году, в 1962 году сооружение первой очереди ТЭЦ мощностью 24 МВт было завершено. В 1964—1968 годах была введена в эксплуатацию вторая очередь ТЭЦ.
В 1959 году было начато строительство Балаковской ТЭЦ-4, которая изначально создавалась для энергоснабжения комбината по производству химического волокна. Первые два турбоагрегата новой станции были пущены в 1962 году, третий и четвёртый турбоагрегат — в 1964 году. В 1970 году вводится в эксплуатацию вторая очередь станции, в 1977—1988 годах — третья очередь, после чего Балаковская ТЭЦ-4 достигла мощности 465 МВт.
В 1956 году первые строители прибыли на площадку Саратовской ГЭС, очередной ступени создаваемого Волжско-Камского каскада. В 1959—1964 годах в связи с доработкой проекта с целью снижения стоимости строительства возведение станции было приостановлено. Первый гидроагрегат Саратовской ГЭС был пущен в 1967 году, а последний, 24-й — в 1970 году. При мощности 1360 МВт Саратовская ГЭС стала крупнейшей на тот момент электростанцией региона.
В 1971 году было начато сооружение ещё одной тепловой электростанции в Саратове — Саратовской ТЭЦ-5. Сооружение станции шло сложно, со срывами изначальных сроков. Первый водогрейный котёл заработал в 1976 году, а с пуском в 1978 году первого энергоблока станция начала вырабатывать и электроэнергию. Последний, четвёртый энергоблок был пущен в 1988 году. Саратовская ТЭЦ-5 стала одной из первых в СССР теплоэлектроцентралей блочной компоновки. Ввод станции в эксплуатацию позволил закрыть более ста неэкономичных котельных.
Созданная при строительстве Саратовской ГЭС производственная база послужила в пользу решения о строительстве в Саратовской области мощной атомной электростанции. В 1977 году были начаты подготовительные работы по сооружению Балаковской АЭС — крупнейшей по мощности и выработке электростанции региона. Первый энергоблок АЭС был пущен в 1985 году, второй — в 1987 году, третий — в 1987 году и четвёртый — в 1993 году. Начатое в начале 1990-х годов строительство ещё двух энергоблоков не было завершено.
С 1990-х годов в связи с общим износом начался процесс вывода из эксплуатации оборудования на старых тепловых электростанциях. С 2018 года после остановки последнего турбоагрегата прекратила выработку электроэнергии и перешла в режим котельной Саратовская ТЭЦ-2. Значительно уменьшилась мощность Саратовской ГРЭС, Саратовской ТЭЦ-2, Энгельсской ТЭЦ-3 и Балаковской ТЭЦ-4. Одновременно в 2000-х годах была начата модернизация Саратовской ГЭС с заменой генерирующего оборудования, что позволило к началу 2020 года увеличить мощность станции с исходных 1360 МВт до 1427 МВт.
С 2017—2018 годов в Саратовской области с пуском Пугачёвской, Орловгайской и Новоузенской солнечных электростанций начала развиваться возобновляемая энергетика. В 2020—2021 годах планируется ввод в эксплуатацию Дергачёвской СЭС мощностью 45 МВт, в 2021 году — Саратовской СЭС мощностью 15 МВт, в 2023 году — Красноармейской ВЭС мощностью 228,6 МВт.

## Генерация электроэнергии
По состоянию на начало 2020 года, на территории Саратовской области эксплуатировались 11 электростанций, общей мощностью 6598 МВт. В их числе одна атомная электростанция — Балаковская АЭС, одна гидроэлектростанция — Саратовская ГЭС, семь тепловых электростанций — Саратовская ГРЭС, Саратовские ТЭЦ-2 и ТЭЦ-5, Энгельсская ТЭЦ-3, Балаковская ТЭЦ-4, ЭС Балаковского филиала АО «Апатит», а также три солнечные электростанции — Пугачевская СЭС, Орловгайская СЭС и Новоузенская СЭС. Особенностью энергетики региона является доминирование одной станции — Балаковской АЭС, обеспечивающей три четверти выработки электроэнергии.

### Балаковская АЭС
Расположена в г. Балаково. Крупнейшая электростанция области и одна из самых мощных атомных электростанций России. Энергоблоки станции введены в эксплуатацию в 1986—1993 годах. Установленная мощность станции — 4000 МВт, фактическая выработка электроэнергии в 2019 году — 29 995,2 млн кВт·ч. Оборудование станции включает в себя четыре энергоблока с реакторами ВВЭР-1000, мощность каждого энергоблока — 1000 МВт. Принадлежит АО «Концерн Росэнергоатом».

### Саратовская ГЭС
Расположена в г. Балаково, на реке Волге. Гидроагрегаты станции введены в эксплуатацию в 1967—1970 годах. Установленная мощность станции — 1427 МВт, фактическая выработка электроэнергии в 2019 году — 5884,4 млн кВт·ч. В здании ГЭС установлены 24 гидроагрегата, из них 8 мощностью по 66 МВт, 13 — по 60 МВт, 2 — по 54 МВт, и 1 — 11 МВт. Является филиалом ПАО «РусГидро».

### Саратовская ГРЭС
Расположена в г. Саратове, один из основных источников теплоснабжения города. Паротурбинная теплоэлектроцентраль, в качестве топлива использует природный газ. Эксплуатируемые в настоящее время турбоагрегаты введены в эксплуатацию в 1985—2002 годах, при этом сама станция работает с 1930 года, являясь старейшей ныне действующей электростанцией региона. Установленная электрическая мощность станции — 23 МВт, тепловая мощность — 392 Гкал/час. Оборудование станции включает в себя два турбоагрегата, один мощностью 11 МВт и один — 12 МВт. Также имеется шесть котлоагрегатов и два водогрейных котла. Принадлежит ПАО «Т Плюс».

### Саратовская ТЭЦ-2
Расположена в г. Саратове, один из основных источников теплоснабжения города. Паротурбинная теплоэлектроцентраль, в качестве топлива использует природный газ. Эксплуатируемые в настоящее время турбоагрегаты введены в эксплуатацию в 1962—1969 годах, при этом сама станция работает с 1955 года. Установленная электрическая мощность станции — 109 МВт, тепловая мощность — 366 Гкал/час. Оборудование станции включает в себя три турбоагрегата, из них один мощностью 49 МВт и два — по 60 МВт. Также имеется шесть котлоагрегатов. Принадлежит ПАО «Т Плюс».

### Саратовская ТЭЦ-5
Расположена в г. Саратове, один из основных источников теплоснабжения города. Блочная паротурбинная теплоэлектроцентраль, в качестве топлива использует природный газ. Турбоагрегаты станции введены в эксплуатацию в 1978—1988 годах. Установленная электрическая мощность станции — 445 МВт, тепловая мощность — 1239 Гкал/час. Оборудование станции включает в себя четыре турбоагрегата, из них три мощностью по 110 МВт и один — 115 МВт. Также имеется четыре котлоагрегата и три водогрейных котла. Принадлежит ПАО «Т Плюс».

### Энгельсская ТЭЦ-3
Расположена в г. Энгельсе, основной источник теплоснабжения города. Паротурбинная теплоэлектроцентраль, в качестве топлива использует природный газ. Эксплуатируемые в настоящее время турбоагрегаты введены в эксплуатацию в 1967—1980 годах, при этом сама станция работает с 1958 года. Установленная электрическая мощность станции — 130 МВт, тепловая мощность — 514 Гкал/час. Оборудование станции включает в себя два турбоагрегата, мощностью 50 МВт и 80 МВт. Также имеется три котлоагрегата и два водогрейных котла. Принадлежит ПАО «Т Плюс».

### Балаковская ТЭЦ-4
Расположена в г. Балаково, основной источник теплоснабжения города. Паротурбинная теплоэлектроцентраль, в качестве топлива использует природный газ. Турбоагрегаты станции введены в эксплуатацию в 1962—1981 годах. Установленная электрическая мощность станции — 370 МВт, тепловая мощность — 1052 Гкал/час. Оборудование станции включает в себя шесть турбоагрегатов, из них четыре мощностью по 50 МВт, один — мощностью 55 МВт и один — мощностью 115 МВт. Также имеется шесть котлоагрегатов и два водогрейных котла. Принадлежит ПАО «Т Плюс».

### ЭС Балаковского филиала АО «Апатит»
Электростанция, обеспечивающая собственные нужды Балаковского завода фосфорных удобрений (блок-станция). По конструкции представляет собой паротурбинную тепловую теплоэлектростанцию мощностью 49 МВт, фактическая выработка в 2019 году — 340,7 млн кВт·ч. Оборудование станции включает в себя три турбоагрегата, два из них имеют мощность 12 МВт и один 25 МВт.

### Солнечные электростанции
На территории Саратовской области эксплуатируются три солнечные электростанции, каждая из которых имеет мощность 15 МВт: Пугачёвская СЭС (пуск в 2017 году), Орловгайская СЭС (пуск в 2017 году), Новоузенская СЭС (пуск в 2018 году). В 2019 году они выработали 53,4 млн кВт·ч электроэнергии. Все станции принадлежат группе «Хевел».

## Потребление электроэнергии
Потребление электроэнергии в Саратовской области (с учётом потребления на собственные нужды электростанций и потерь в сетях) в 2019 году составило 12 676 млн кВт·ч, максимум нагрузки — 2002 МВт. Таким образом, Саратовская область является энергоизбыточным регионом. В структуре потребления электроэнергии в регионе по состоянию на 2019 год лидируют промышленность — 22,6 %, потребление населением — 19,1 %, транспорт и связь — 11 %. Функции гарантирующего поставщика электроэнергии выполняют ПАО «Саратовэнерго», ООО «СПГЭС», ООО «Русэнергосбыт».

## Электросетевой комплекс
Энергосистема Саратовской области входит в ЕЭС России, являясь частью Объединённой энергосистемы Средней Волги, находится в операционной зоне филиала АО «СО ЕЭС» — «Региональное диспетчерское управление энергосистемы Саратовской области» (Саратовское РДУ). Энергосистема региона связана с энергосистемами Ульяновской области по одной ВЛ 500 кВ, Самарской области по двум ВЛ 500 кВ, одной ВЛ 220 кВ и одной ВЛ 110 кВ, Пензенской области по одной ВЛ 220 кВ и одной ВЛ 110 кВ, Воронежской области по одной ВЛ 110 кВ, Волгоградской области по одной ВЛ 500 кВ, одной ВЛ 220 кВ, трём ВЛ 110 кВ и одной ВЛ 35 кВ, Казахстана по одной ВЛ 220 кВ, одной ВЛ 110 кВ и трём ВЛ 35 кВ.
Общая протяженность линий электропередачи составляет 70 507 км, в том числе линий электропередач напряжением 500 кВ — 986 км, 220 кВ — 1716,2 км, 110 кВ — 6687,9 км, 35 кВ — 4796,5 км, 0,4-10 кВ — 56 320,7 км. Магистральные линии электропередачи напряжением 220—500 кВ эксплуатируются филиалом ПАО «ФСК ЕЭС» — «Нижне-Волжское предприятие магистральных электрических сетей», распределительные сети напряжением 110 кВ и ниже — филиалом ПАО «МРСК Волги» — «Саратовские распределительные сети» и территориальными сетевыми организациями.